# Nephopterix ardesiifascia
Nephopterix ardesiifascia är en fjärilsart som beskrevs av Rothschild 1915. Nephopterix ardesiifascia ingår i släktet Nephopterix och familjen mott. Inga underarter finns listade i Catalogue of Life.